# Versus Versace
Versus Versace foi uma linha de difusão da marca de luxo e moda Versace. Começou em 1989 como a primeira linha de difusão da Versace, uma prenda para a irmã Donatella, da parte do fundador da Versace, Gianni Versace. Depois de ter sido descontinuada em 2005, foi ressuscitada em 2009 com uma coleção de acessórios desenhados pelo designer britânico então em ascensão Christopher Kane.                                                                                                 Em 2018, a Versace integrou a Versus com uma outra linha de difusão da marca - Versace Jeans, formando assim a Versace Jeans Couture, que atualmente opera como a única linha de difusão da marca.

## Criação da marca
Gianni Versace apresentou a linha Versus em 1989 descrevendo-a da seguinte forma "a Versus nasceu com uma uma abordagem criativa inata, com foco forte na inovação, talento e o não convencional. Uma força artística que leva a moda atual para a frente antecipando as novas tendências e abraçando desafios."
A Versus foi representada por muitas celebridades como Zayn Malik, Jennifer Lopez, Cheryl Cole, Leighton Meester, Miranda Cosgrove e Alexa Chung, e apareceu em capas de revistas de moda e lifestyle como a Vogue, a InStyle, a Elle e a Glamour.

## Extinção
Conhecida pela sua forma distinta e rock-chic, moderna e não convencional, a Versus era promovida por muitas celebridades. No entanto, depois de Michael Kors ter comprado a Versace em 2018, uma das primeiras decisões tomadas foi fundir a Versus com a Versace Jeans, formando a Versace Jeans Couture (VJC), que hoje em dia é a única linha de difusão da Versace. 
Segundo o chefe executivo da Versace, Jonathan Akeroyd, na altura, “esta fusão vai permitir [a Versace] desenvolver as coleções da Versace Jeans e ao mesmo tempo não perder o DNA e códigos que fizeram a Versus tão icônica.”
A Versace Jeans Couture tornou-se extremamente popular, já que oferece roupas e acessórios dentro das novas tendências, acessíveis, e ao mesmo tempo, incorporar elementos de estilo das principais coleções da Versace.